# Francesco Nullo (destroyer, 1925)
Pour les articles homonymes, voir Francesco Nullo (destroyer).
Le Francesco Nullo (fanion « NL ») était un destroyer italien de la classe Sauro lancé en 1925 pour la Marine royale italienne (en italien : Regia Marina).

## Conception et description
Les destroyers de classe Sauro étaient des versions agrandies et améliorées des classes Sella précédentes. Ils avaient une longueur totale de 90,16 mètres, une largeur de 9,2 mètre et un tirant d'eau moyen de 2,9 mètres. Ils déplaçaient 1 058 tonnes à charge normale, et 1 600 tonnes à charge profonde. Leur effectif était de 8 à 10 officiers et 146 hommes de troupe
Les Sauro étaient propulsés par deux turbines à vapeur à engrenages Parsons, chacune entraînant un arbre d'hélice à l'aide de la vapeur fournie par trois chaudières Yarrow. Les turbines avaient une puissance nominale de 36 000 chevaux (27 000 kW) pour une vitesse de 31 nœuds (57 km/h) en service, bien que les navires aient atteint des vitesses supérieures à 36 nœuds (67 km/h) lors de leurs essais en mer alors qu'ils étaient légèrement chargés.
Leur batterie principale se composait de quatre canons Ansaldo de 120 millimètres dans deux tourelles jumelées, une à l'avant et une à l'arrière de la superstructure. La défense antiaérienne des navires de la classe Sauro était assurée par une paire de canons anti-aériens (AA) de 40 millimètres dans des supports simples au milieu du navire et une paire de mitrailleuses Breda Model 1931 de 13,2 millimètres. Ils étaient équipés de six tubes lance-torpilles de 533 millimètres dans deux supports triples au milieu du navire. Les Sauro pouvaient également transporter 52 mines.

## Construction et mise en service
Le Cesare Battisti est construit par le chantier naval Cantieri del Quarnaro à Fiume en Croatie, et mis sur cale le 9 octobre 1924. Il est lancé le 14 novembre 1925 et est achevé et mis en service le 15 avril 1927. Il est commissionné le même jour dans la Regia Marina.

## Nom
Le navire tire son nom de Francesco Nullo, un patriote, officier militaire et marchand italien, ami proche et confident de Giuseppe Garibaldi.

## Histoire du service
Lors des essais en mer en 1927, le Nullo s'est avéré être le navire le plus rapide de la classe Sauro, atteignant 37,4 nœuds (69,26 km/h) .
En 1928, il est utilisé pour soutenir la "Croisière aérienne en Méditerranée occidentale" d'Italo Balbo.
En 1933, il estmodifié par l'ajout d'un poste de tir central,.
En 1935, en prévision de son transfert en Mer Rouge, il subit d'autres travaux afin de permettre la climatisation de ses salles. Après ces travaux, sa vitesse passe de 35 (64,8 km/h) à 31,7 nœuds (58,7 km/h), et son autonomie à 14 nœuds (25,9 km/h) de 2 600 (4 810 km) à 2 000 milles nautiques (3 700 km),.
Il est ensuite déployé dans la mer Rouge en 1935,.
De retour en Méditerranée, il participe à la guerre civile d'Espagne. À partir de septembre 1938, le Nullo et le IIIe escadron de destroyers passent sous le commandement du capitaine de frégate (capitano di fregata) Aldo Cocchia.
Le 10 juin 1940, date de l'entrée de l'Italie dans la Seconde Guerre mondiale, il se trouve à nouveau à Massaoua, en mer Rouge, au sein du IIIe escadron de destroyers, qu'il forme avec ses navires-jumeaux (sister ships) Battisti, Sauro et Manin et qui est basé dans le port érythréen. Le commandant de l'unité (depuis mars 1940) et chef d'escadron est le capitaine de frégate Sergio De Judicibus.
Il est employé à l'interception des convois britanniques passant par la mer Rouge, effectuant une dizaine de missions de ce type mais sans jamais réussir à entrer en contact avec des navires ennemis,.
Le 26 juillet, il quitte Massaoua avec son navire-jumeau Battisti et le sous-marin Guglielmotti pour rechercher un vapeur britannique, mais sans pouvoir le localiser.
Dans la nuit du 24 au 25 août, il est sorti en mer avec le navire de têtede la classe, le Sauro, à la recherche de navires ennemis, mais il n'en a pas trouvé. Le 6 septembre suivant, le capitaine de frégate De Judicibus est tombé malade et doit être hospitalisé.
Le 21 octobre 1940, sous le commandement du capitaine de corvette (capitano di corvetta) Costantino Borsini, lors d'une autre mission d'interception du trafic ennemi, il attaque, à 2h19, avec ses navires-jumeaux Sauro, Battisti et Manin et les plus gros destroyers Leone et Pantera, le convoi britannique " BN 7 ", composé de 32 navires marchands escortés par le croiseur léger HMNZS Leander, le destroyer HMS Kimberley (F50) et les sloops HMAS Yarra (D79) (australien), HMS Auckland (L61) (britannique) et RIN Indus (indien). Le combat devient défavorable aux navires italiens, qui doivent renoncer à l'attaque et se replier en couvrant leur retraite d'un écran de fumée.
À la poursuite du Nullo, qui a eu une panne de gouvernail et se dirige, isolé et à faible vitesse, vers Massaoua, se trouvent le HMS Kimberley, un destroyer plus grand, plus moderne et mieux armé, et le sloop HMAS Yarra. Frappé à plusieurs reprises avec de lourds dommages et de nombreuses pertes et blessés, le Nullo s'échoue près de l'île de Harmil et est abandonné par l'équipage survivant, tandis que le HMS Kimberley continue de tirer. Le commandant Borsini reste à bord du navire, avec l'intention de sombrer avec l'unité malgré les exhortations de l'équipage à se sauver lui-même. Le préposé de Borsini, le marin Vincenzo Ciaravolo, qui avait déjà quitté le navire avec beaucoup de réticence et seulement sur ordre du commandant, lorsqu'il se rend compte de la décision prise par Borsini, retourne à bord du navire; tous deux ont disparu peu après, lorsque le Nullo, frappé à nouveau, coule dévasté par une série d'explosions. Il est 6h35 du matin le 21 octobre.
À la mémoire du commandant Borsini et du marin Ciaravolo est attribué à titre posthume la médaille d'or de la valeur militaire,.
Le HMS Kimberley est à ce moment-là encadré par le feu de la batterie côtière "Giulietti", située sur l'île Harmil, équipée de canons de 120 mm. Touché dans la salle des machines et immobilisé, le destroyer britannique, hors d'usage pour les graves dommages, doit être remorqué par le HMNZS Leander et ensuite par le destroyer HMS Kingston (F64). Les servants de la batterie "Giulietti" ont également assuré le sauvetage des survivants du Nullo, 106 hommes en tout.
L'épave du Nullo se trouve par 60-80 mètres de profondeur à la position géon graphique de 16° 28′ N, 40° 13′ E, à environ cinq milles nautiques (9 km) du phare de Harmil.

## Sources
- (it) Cet article est partiellement ou en totalité issu de l’article de Wikipédia en italien intitulé « Francesco Nullo (cacciatorpediniere 1927) » (voir la liste des auteurs).